# Tazroute
Tazroute  (in arabo تازروت‎?) è un centro abitato e comune rurale del Marocco situato nella provincia di Larache, regione di Tangeri-Tetouan-Al Hoceima. Conta una popolazione di 5 974 abitanti (censimento 2014).